# Droga krajowa B484 (Niemcy)
Droga krajowa 484 (niem. Bundesstraße 484) – niemiecka droga krajowa przebiegająca na osi północ-południe i jest połączeniem drogi B55 w Overath z autostradą A3 koło Lohmar w Nadrenii Północnej-Westfalii.
Droga, jest oznakowana jako B484 od początku lat 60. XX w.
Wjazd na autostradę A3 koło Lohmar możliwy jest tylko w kierunku Frankfurtu nad Menem.